# Resolució 757 del Consell de Seguretat de les Nacions Unides
La Resolució 757 del Consell de Seguretat de les Nacions Unides fou adoptada el 30 de maig de 1992. Reafirmant les resolucions 713 (1991), 721 (1991), 724 (1991), 727 (1992), 740 (1992) 743 (1992), 749 (1992) i 752 (1992), el Consell de Seguretat va condemnar la indisposició de les autoritats iugoslaves per implementar la resolució 752.
Després d'exigir a l'exèrcit croat respectar l'article 4 de la resolució 752, el Consell de Seguretat va expedir una sèrie de sancions contra Iugoslàvia, les quals havien de ser aplicades per tots els països membres de l'ONU. Així mateix, la resolució va fer una crida per establir una zona de seguretat a Sarajevo i el seu aeroport.
La resolució va ser aprovada amb 13 vots a favor, cap vot en contra i 2 abstencions: República Popular de la Xina i Zimbàbue.

## Les sancions
La resolució va exigir que tots els països membres de les Nacions Unides apliquessin les següents sancions tret que la resolució 752 hagi estat implementada:
(a) Impedir la importació de productes i serveis de Iugoslàvia o activitats per promoure tals exportacions.
(b) Evitar la venda de productes i serveis a Iugoslàvia, excepte per necessitats humanitàries.
(c) No lliurar recursos financers a Iugoslàvia o a ciutadans o empreses de Iugoslàvia.
(d) Impedir a les aeronaus desenganxar, aterrar o sobrevolar el seu territori si ve de Iugoslàvia o va per a Iugoslàvia, excepte para assumptes humanitaris.
(e) Prohibir el manteniment d'aeronaus a Iugoslàvia o operades per empreses iugoslaves.
(f) Reduir el personal diplomàtic i consular a Iugoslàvia.
(g) Evitar la participació d'esportistes iugoslaus en competències internacionals.
(h) Suspendre intercanvis i visites de naturalesa científica, tècnica i cultural.
El Consell de Seguretat va decidir que aquestes sancions no aplicarien per la Força de Protecció de l'ONU, la Conferència sobre Iugoslàvia o la Missió d'Observació de la Comunitat Europea.

## Sancions esportives
La selecció iugoslava de futbol havia classificat per l'Eurocopa de 1992 a Suècia, però a causa de les sancions de l'ONU va ser desqualificada. El segon del seu grup eliminatori, Dinamarca, va reemplaçar Iugoslàvia i va guanyar el torneig. A causa de les sancions, Iugoslàvia tampoc va poder competir en la eliminatòria europea per al Mundial de futbol de 1994 als Estats Units.
Pels Jocs Olímpics de 1992 a Barcelona, el Comitè Olímpic Internacional va arribar a un acord amb l'ONU segons el qual el comitè Olímpic iugoslau no seria convidat a l'Olimpíada però als esportistes iugoslaus se'ls permetria competir sota el nom de "Participants Olímpics Independents". Una mesura similar va tenir lloc pels Paralímpics d'aquest any.